# Zachary Alford

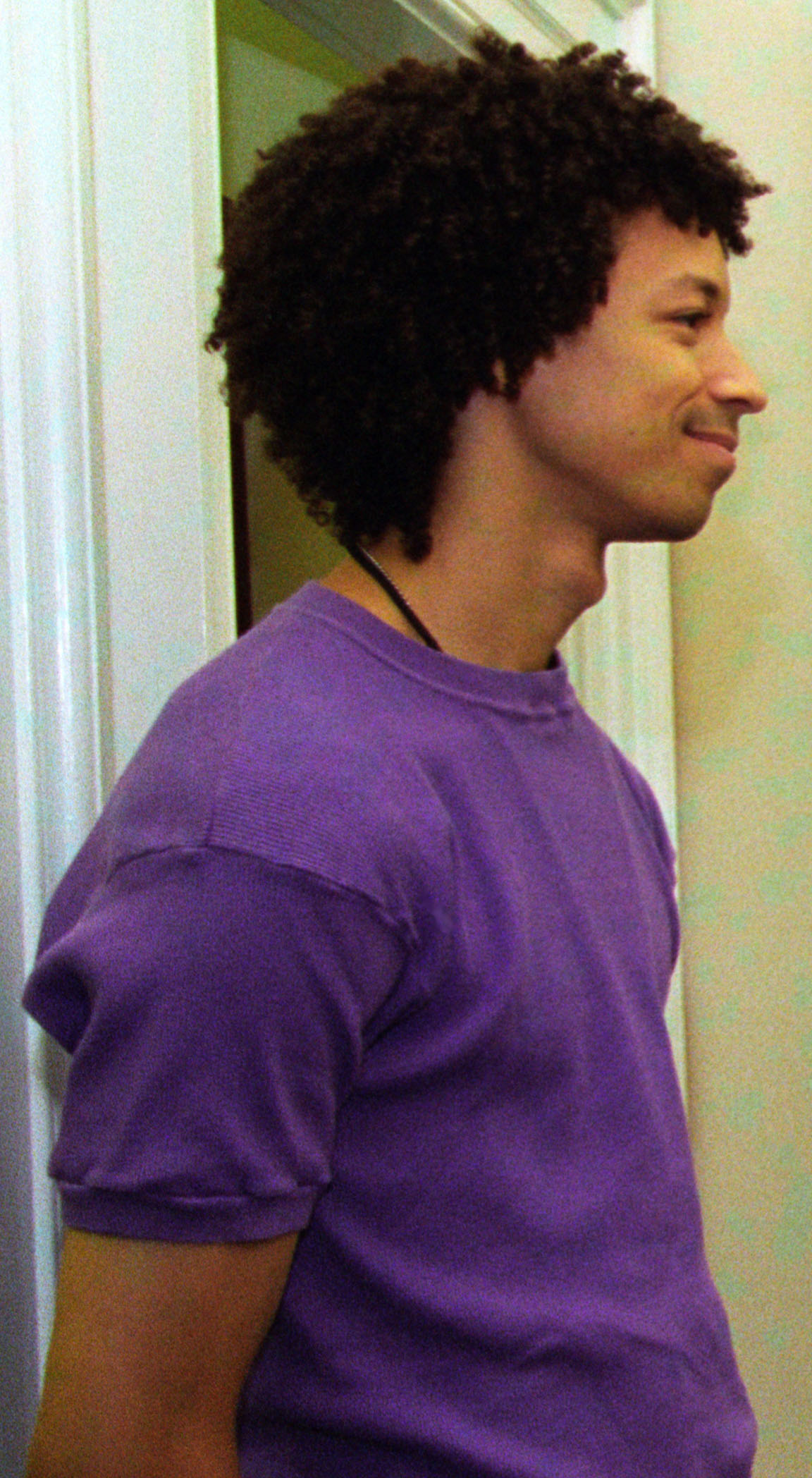
Zachary Alford, 1995

Zachary Alford, auch Zack oder Zach Alford, (* 1960er Jahre in Manhattan, New York City) ist ein US-amerikanischer Schlagzeuger.

## Leben und Werk

### Frühe Jahre
Zachary Alford erlernte das Schlagzeugspiel als Autodidakt im familiären Umfeld. Der Freund seiner älteren Schwester probte im Wohnzimmer der Familie; ein Freund des Bruders wohnte im 18. Stock und war auch Schlagzeuger. Als Zachary zehn Jahre alt war, kaufte ihm seine Mutter ein gebrauchtes Schlagzeug. In einem Umkreis von zehn Blocks lebten in seiner Nachbarschaft zahlreiche Schlagzeuger wie Peter „Phoenix“ Rivera, Sterling Campbell, Ben Perowsky, Dennis Davis und Poogie Bell, der sein erster Schlagzeuglehrer war. Im Alter von 15 Jahren machte er in einem Nachtclub an der 7th Avenue South die Bekanntschaft des Schlagzeugers Charley Drayton, was seine Entscheidung für eine zukünftige Karriere als Profischlagzeuger entscheidend beeinflusste.
Während seiner Zeit an der Bronx High School of Science spielte Alford mit zahlreichen New Yorker Musikern in Nachtclubs wie der Peppermint Lounge, der Danceteria, The Ritz Club, CBGB, dem Club A7, dem Pyramid Club und dem Music Building an der 8th Avenue, wo er verschiedene Stile spielen und professionelle Erfahrungen sammeln konnte. Er war Schüler von Kenwood Dennard und Tommy Campbell.

### Musikalisches Schaffen
Alford trat zeitweilig als Teil der Saturday-Night-Live-Band auf. 1987 spielte er mit dem Bassisten Melvin Gibbs und Vernon Ried und 1988 mit der Jazz-Band Kelvynator in der Schweiz auf Jazz/Funk-Festivals. Auf Billy Joels Album River of Dreams von 1993 spielte Alford in den meisten Stücken Schlagzeug, wofür ihn Danny Kortchmar engagiert hatte.
1989 ging Alford mit The B-52s auf eine 14-monatige, weltweite Tournee mit dem Titel Cosmic Tour, mit ausverkauften Häusern und einer großen Video-Präsenz auf MTV. Danach nahm er mit der Band noch einige Songs auf. Für sein nächstes Engagement flog er fünfmal von New York nach Los Angeles, um für Bruce Springsteen vorzuspielen. Von 1992 bis 1993 ging er mit dem Sänger auf eine Welttournee und nahm danach noch etwa vier oder fünf Songs für ihn auf.

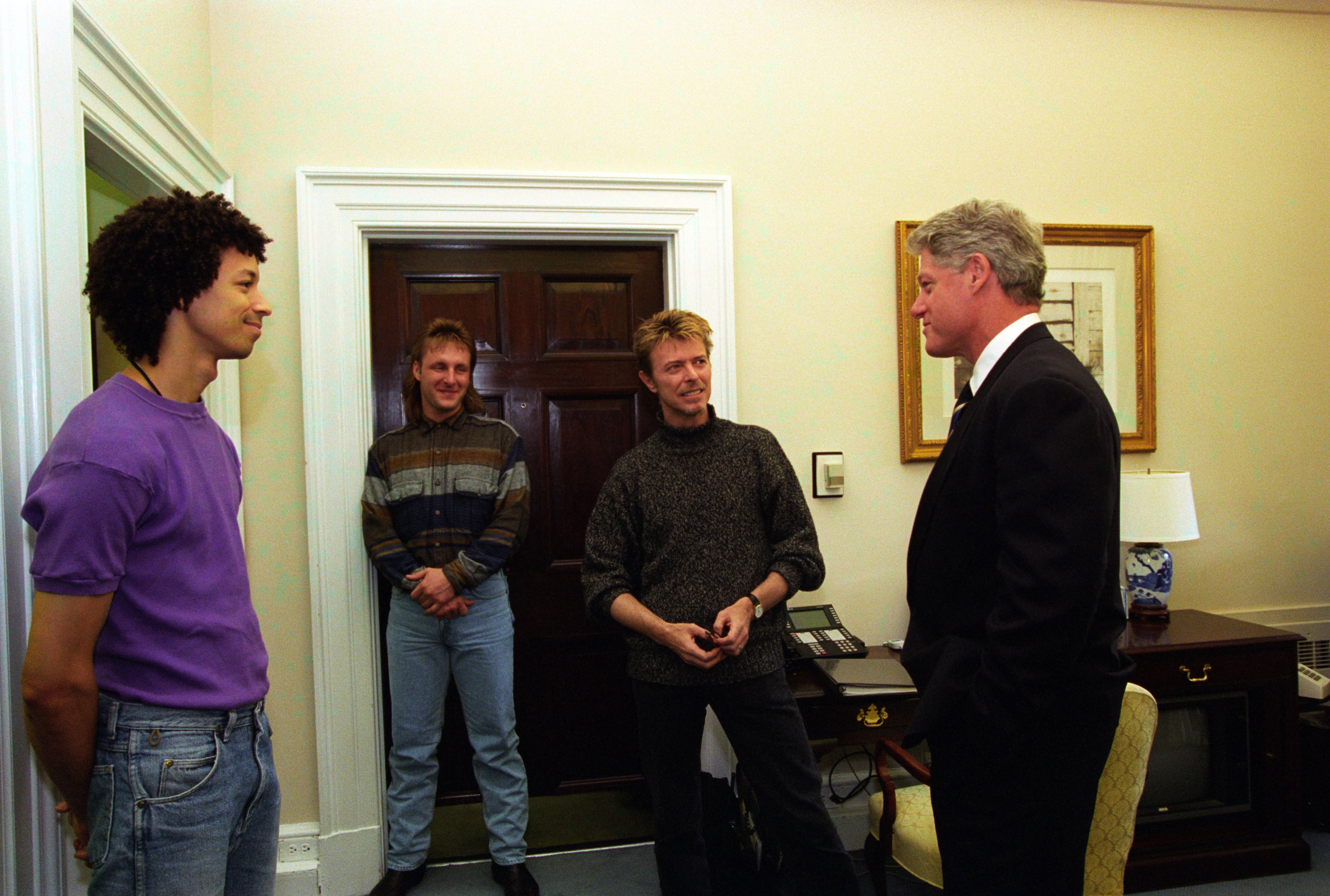
Alford mit der David-Bowie-Band 1995 zu Besuch bei Präsident Bill Clinton im Outer Oval Office

Auf die Empfehlung seines Jugendfreundes Sterling Campbell bekam Alford 1995 das Angebot, mit der Band von David Bowie auf dessen Outside Tour (zusammen mit der Band Nine Inch Nails) (September 1995–Februar 1996) und der Outside Summer Festivals Tour (Juni 1996–Juli 1996) aufzutreten. Alford nahm an, danach war sein Schlagzeugspiel noch auf Bowies Album Earthling (1997), der einhergehenden Earthling Tour (Juni 1997–November 1997) sowie auf Bowies Album The Next Day (2013) zu hören. Alford spielte auch auf Bowies Konzert anlässlich seines 50. Geburtstags im Madison Square Garden (1997).
1998 trat Alford mit den algerischen Künstlern Rachid Taha, Cheb Khaled und Faudel live in Frankreich auf, wobei das Album 1,2,3 Soleils aufgenommen wurde. 2005 and 2007 spielte er für Gwen Stefani auf zwei großen Tourneen. Auftritte, von denen einige aufgenommen wurden, hatte er mit George Clinton, Ronnie Drayton, Bernie Worrell, T. M. Stevens, David Fiuczynski und The Psychedelic Furs. Zachary hat auch mit Musikern wie Curtis Stigers, Susanna Hoffs, Manic Street Preachers, David Torn, Patti Scialfa, Zucchero und Tomoyasu Hotei aufgenommen.
| Jahr      | Künstler / Band      | Album                         | Tournee                       |
| --------- | -------------------- | ----------------------------- | ----------------------------- |
| 1989      | The B-52s            |                               | Cosmic Tour                   |
| 1990      | Maggie’s Dream       | Change for the Better         |                               |
| 1991      | Susanna Hoffs        | When You’re a Boy             |                               |
| 1992      | B-52s                | Goods Stuff                   |                               |
| 1992/93   | Bruce Springsteen    | Bruce Springsteen in Concert  | Other Band Tour               |
| 1992      | Bruce Springsteen    | In Concert MTV Plugged (1997) | In Concert MTV Plugged (1992) |
| 1993      | Patti Scialfa        | Rumble Doll                   |                               |
| 1993      | Billy Joel           | River of Dreams               |                               |
| 1995      | David Bowie          |                               | Outside Tour                  |
| 1995      | Pura Fé              | Caution to the Wind           |                               |
| 1995      | Curtis Stigers       | Time Was                      |                               |
| 1997      | David Bowie          | Earthling                     | Earthling Tour                |
| 1998      | Tomoyasu Hotei       | Supersonic Generation         |                               |
| 1998      | Taha Khaled Faude    | 1,2,3 Soleils                 |                               |
| 1998      | Jeffrey Gaines       | Galore                        |                               |
| 2000      | Cheb Khaled          | Kenza                         |                               |
| 2000      | Sara Lee             | Make It Beautiful             |                               |
| 2000      | Tomoyasu Hotei       | fetish                        |                               |
| 2001      | Zucchero             | Shake                         |                               |
| 2002      | Zucchero             |                               | Shake World Tour              |
| 2002      | Tomoyasu Hotei       | Scorpio Rising                |                               |
| 2003      | Gail Ann Dorsey      | I used to Be…                 |                               |
| 1998–2003 | Tomoyasu Hotei       |                               | verschiedene                  |
| 2008      | The B-52s            | Funplex                       |                               |
| 2012      | Lettie               | Good Fortune, Bad Weather     |                               |
| 2013      | David Bowie          | The Next Day                  |                               |
| 2021      | The Psychedelic Furs |                               | Made Of Rain Tour             |